# NGC 5882
NGC 5882 là một tinh vân hành tinh  nhỏ  nằm ở phía nam của chòm sao Sài Lang, cách ngôi sao Epsilon Lupi khoảng 1,5° về phía Tây Nam. Nó được phát hiện vào ngày 2 tháng 7 năm 1834, bởi nhà thiên văn học người Anh John Herschel từ Đài thiên văn Mũi Hảo Vọng. John L. E. Dreyer mô tả nó là "rất nhỏ, tròn, khá sắc". Nó cách Mặt Trời khoảng 2.362 parsec (7.703,8 ly).